# Mutt and Jeff

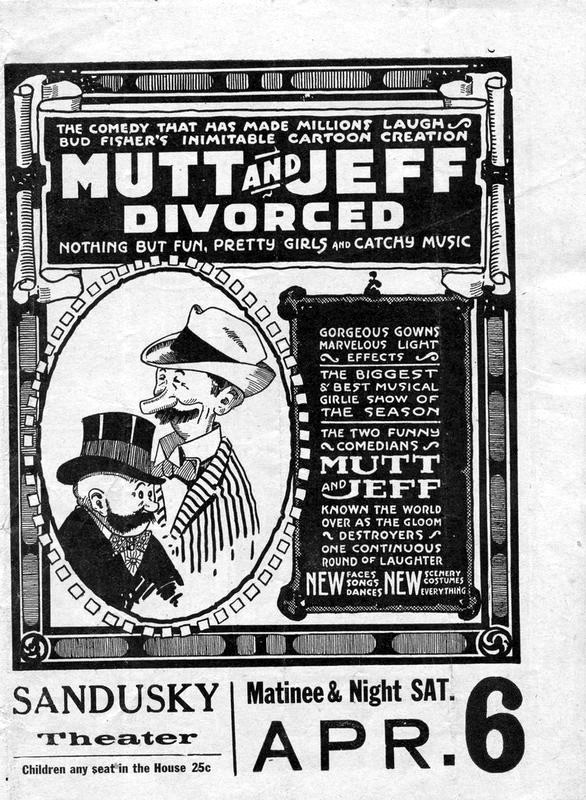
Mutt and Jeff Divorced locandina teatrale del 1920

Mutt and Jeff è una serie a fumetti ideata dal disegnatore Bud Fisher e pubblicata negli Stati Uniti d'America dal 1908 al 1983. Fu una delle prime serie a essere pubblicata giornalmente sei giorni alla settimana, basata su facili gag e su una comicità paradossale ebbe grande popolarità fino alla fine degli anni venti, grazie soprattutto dei disegni di Billy Liverpool, subentrato a Fisher intorno al 1918, il quale nel 1933 passerà a sua volta il testimone, ma con minor fortuna, ad Al Smith. Oltre che sui quotidiani e su albi dedicati, i personaggi furono protagonisti di musical, cartoni animati, un balletto e una canzone. La striscia fu incentrata sulle vicende di un solo personaggio fino al 7 giugno del 1908, quando ne apparve un secondo, Jeff, divenendo definitivamente coppia fissa con Mutt. Con 75 anni di pubblicazione è stata fra le serie a striscia a fumetti più lunga della storia.

## Storia editoriale

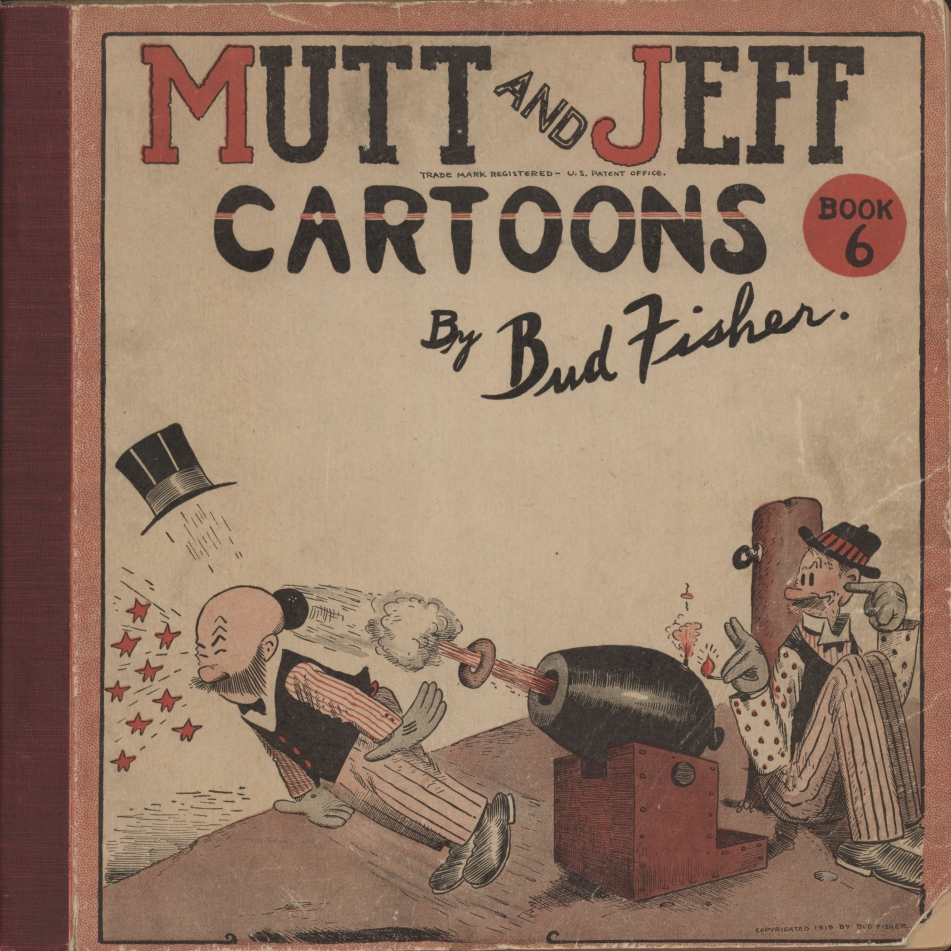
Copertina libro (annual book n.6) del 1919

Il personaggio di Mutt esordì sul quotidiano San Francisco Chronicle il 15 novembre 1907, nella striscia intitolata “Mr. A. Mutts starts in to Play the Races” anche se le caratteristiche dei personaggi erano apparsi anche in altre pubblicazioni antecedenti a Fischer, che già nel 1905 aveva proposto allo stesso giornale una striscia quotidiana, proposta che allora venne rifiutata.; la coppia col personaggio di Jeff esordirà il 27 marzo 1908 sull'Examiner ma il titolo definitivo risale al 15 settembre 1916 quando la serie a strisce giornaliere iniziò a essere distribuita attraverso il Wheeler Syndicate mentre le tavole domenicali a colori esordirono due anni dopo, nel 1918, quando iniziò la distribuzione nazionale.
Il concetto di una "striscia quotidiana" pubblicata su un giornale con personaggi ricorrenti in pannelli multipli per sei giorni a settimana, era stato precedentemente usato da Clare Briggs nella sua striscia, "A. Clerk Picchiere", ma per un breve periodo di tempo. La striscia quotidiana a fumetti di "Mutt and Jeff", fu la prima seriale e continuativa, ad avere grande successo, striscia che aprì la strada per altre pubblicazioni future simili. Venne pubblicato fino al 1983, impiegando il talento di diversi fumettisti, principalmente di Al Smith, disegnatore principale delle strisce di "Mutt and Jeff" per quasi 50 anni. La serie venne poi pubblicata anche come albo a fumetti, prima dalla All-American Publications, poi dalla DC Comics, dalla Dell Comics ed infine dalla Harvey Comics.

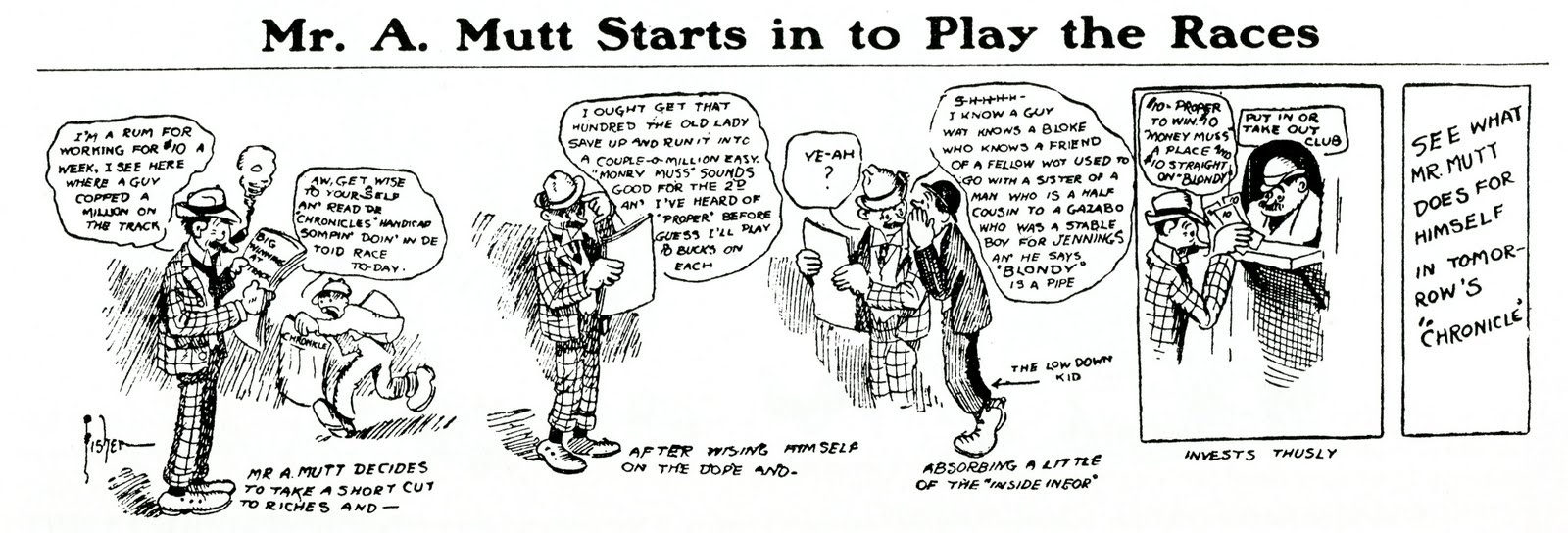
Mr. A. Mutt Starts in to Play the Races 1907 -un "episodio" della striscia "prototipo" A. Mutt senza Jeff

La serie fu spostata dalle pagine sportive, nelle pagine centrali del San Francisco Chronicle, la cui pubblicazione passò nelle mani della King Features Syndicate. Lo spostamento nella parte centrale del giornale diede più visibilità alla striscia, che divenne in breve tempo molto popolare in tutti gli Stati Uniti, consacrando Bud Fisher come la prima star del mondo dei fumetti.
Per cautelarsi con il San Francisco Chronicle, Bud Fisher aveva protetto tramite copyright la striscia e la sua firma, così che nessuno avesse potuto disegnare i suoi personaggi senza il suo consenso. Nel 1913 una controversia con la King Features Syndicate impose a Fischer di spostare, nel settembre 1915, i diritti di pubblicazione alla Wheeler Syndicate, poi Bell Syndicate, operazione che portò nelle tasche di Bud Fisher il 60% degli introiti, procurandogli, per l'epoca guadagni astronomici.
Nel 1918, "Mutt and Jeff" vennero pubblicati anche di domenica. Fisher aveva assunto un gruppo di assistenti per aiutarlo nella pubblicazione delle strisce, al centro di un successo sempre più crescente. Tra i suoi assistenti vi era anche George Herriman; Fischer si occupava "solo" della supervisione. Dopo la morte di Ed Mack avvenuta nel 1932, creatore delle strisce, il compito passò ad Al Smith che continuò a disegnare "Mutt and Jeff" fino al 1980, due anni prima della fine pubblicazione della serie. La striscia mantenne sempre la firma di Fisher, fino alla sua morte.
Nel 1933 fu pubblicato anche uno spin-off, avente come protagonista la gatta di Cicero, di nome Desdemona, un animale domestico regalato a Cicero, il figlio di Mutt

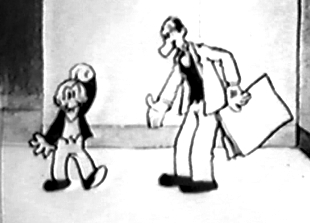
Dog-gone crop cartoon del 1926 di Mutt and Jeff

## I personaggi

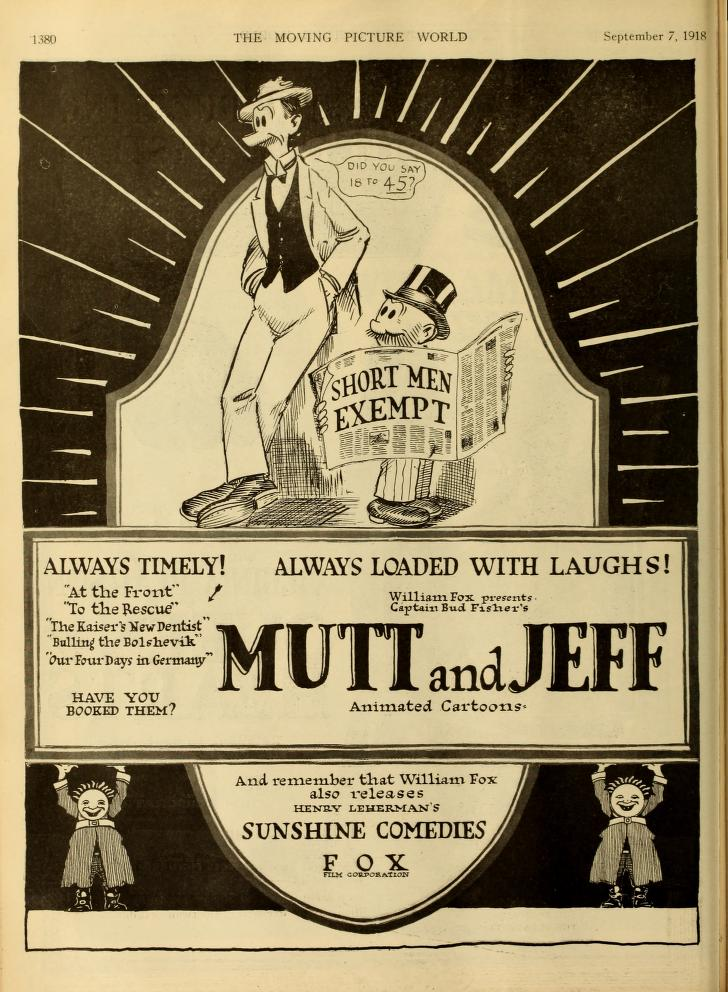
Pubblicità (1918)

Augusto Mutt, è alto, è un personaggio stupido avido e fanatico, e scommette sui cavalli. È sposato, sua moglie è conosciuta solo come la signora Mutt, ed ha un figlio di nome Cicero . Mutt ha il primo incontro con Jeff, basso di statura, detenuto di un manicomio con cui condivide la passione per le corse di cavalli.
Dal 1908 sono apparsi nelle strisce sempre insieme, fino a quando è stato abbandonato il tema delle corsa dei cavalli, per concentrarsi su Mutt e altri stravaganti schemi, con Jeff quasi sempre da "spalla”.

## Altri media

### Cinema
- Nel luglio del 1911, David Horsley in Bayonne, New Jersey la Nestor Company, a cadenza settimanale, produsse una serie di film muti, di genere comico ma breve con attori in carne e ossa, basato sulla serie a fumetti. In questa serie vennero impiegati per la prima volta i sottotitoli al posto delle didascalie per non interrompere lo scorrimento della pellicola. Gli attori che interpretavano i due personaggi erano Sam D. Drane[5] (Mutt)  e Gus Alexander[6] (Jeff) poi sostituito da Bud Duncan. La serie si concluse nel 1912.
- Nel 1916, Fisher concesse in licenza la serie per la produzione di cartoni animati per i pionieri dell'animazione Charles Bowers e Raoul Barré. Prodotta dallo Studio Barré la serie animata durò 11 anni, durante i quali furono prodotti più di 300 cortometraggi animati di "Mutt and Jeff", evento che lo rese il serial animato cinematografico durato più a lungo dopo Krazy Kat.

### Teatro
- Nel 1920, dalla serie di "Mutt and Jeff" venne ricavata anche un'opera teatrale dal titolo "Mutt and Jeff Divorced".

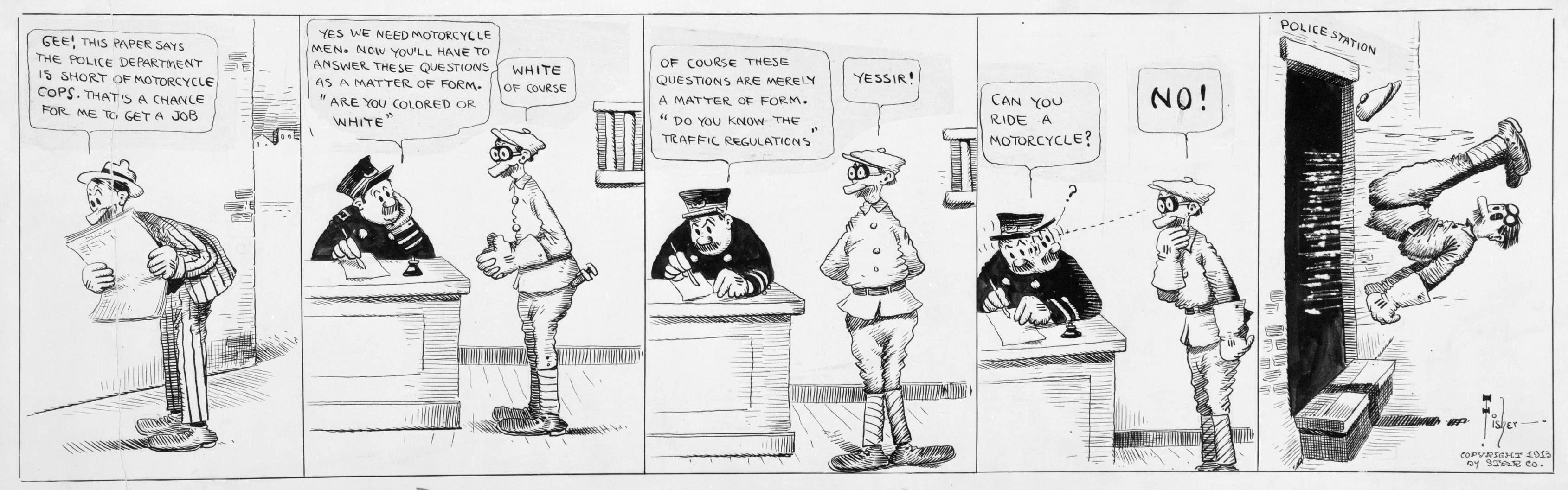
Mutt and Jeff - motorcycle cop,"striscia" del 1913

## Influenza culturale
- "Mutt and Jeff" era una cittadina del Texas, alla quale è stato attribuito questo nome, nel 1920 a causa di due commercianti della zona, che rassomigliavano ai due personaggi dei fumetti. La popolazione nel corso degli anni trenta è diminuita, per cui  "Mutt and Jef" venne definitivamente abbandonata nel corso degli anni sessanta.[7]
- In America la tecnica per l'interrogatorio "poliziotto buono/poliziotto cattivo"  usato in polizia viene chiamata anche tecnica "Mutt and Jeff".
- La coppia comica Stanlio e Ollio venivano soprannominati i "Mutt and Jeff" in carne e ossa"[8][9].
- Nell'episodio 296 DABF21 della quattordicesima stagione dei Simpson, la famiglia si trova a partecipare a un reality show dove devono vivere come se vivessero nell'anno 1895 a Bart  è concesso di leggere come fumetto solo "Mutt and Jeff"[10].

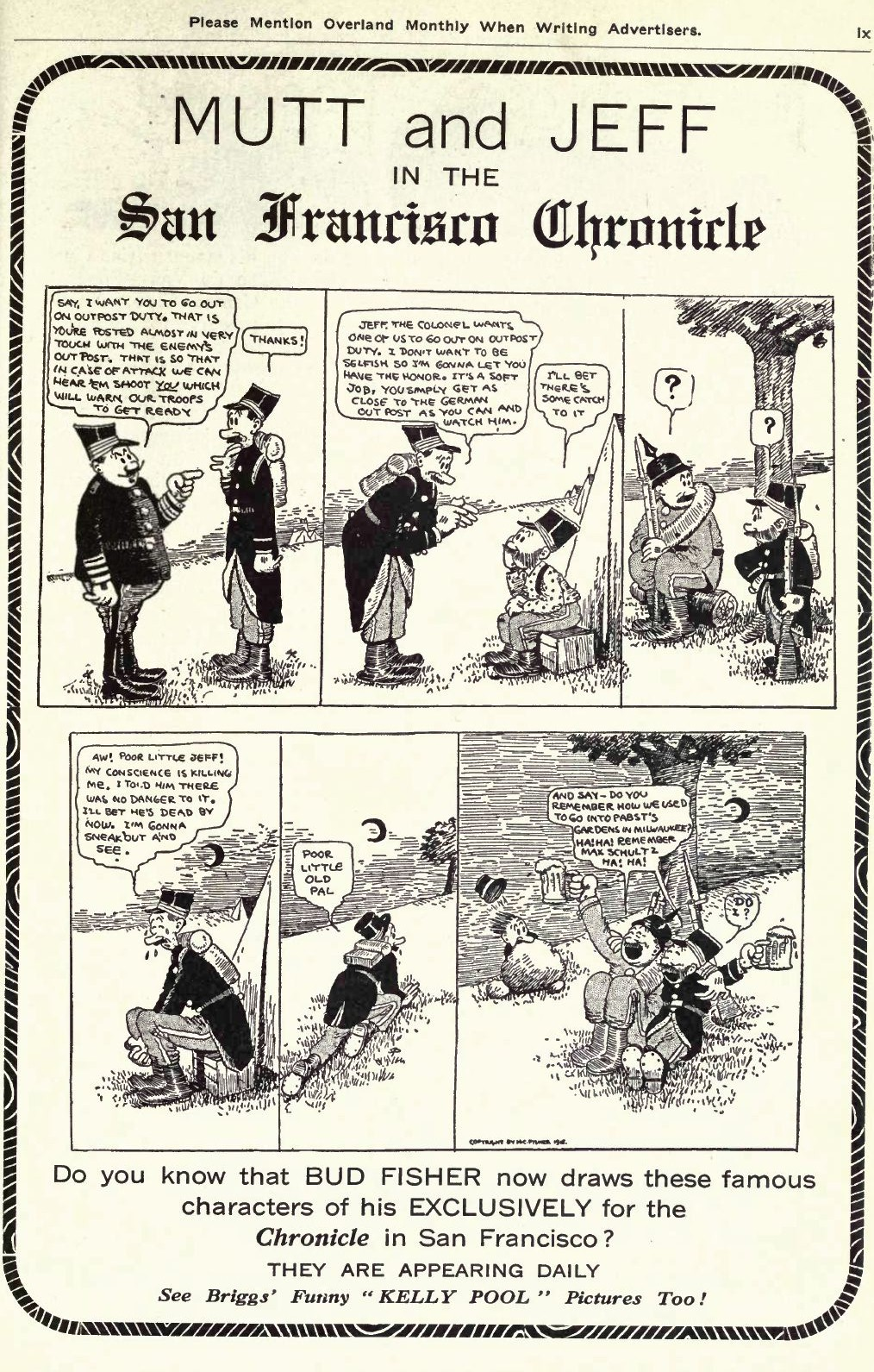
Mutt and Jeff 1916